# Pio Alessandrini
Pio Alessandrini (Trento, 27 gennaio 1906 – Barasso, 17 marzo 1996) è stato un politico italiano.

## Biografia
Pubblicista, impegnato in politica con la Democrazia Cristiana. Candidato alle elezioni politiche del 1948, risultò il primo dei non eletti, poi subentrò come deputato della I legislatura al defunto Giovanni Gasparoli nel settembre 1950. Confermò il proprio seggio alla Camera dei deputati anche alle elezioni del 1953, del 1958 e del 1963.
Nel 1968 venne eletto senatore della Repubblica; dall'agosto 1969 al marzo 1970 fu sottosegretario ai Lavori Pubblici nel Governo Rumor II. Venne rieletto per un ultimo mandato al Senato nel 1972, rimanendo in carica fino al 1976.
Morì il 17 marzo 1996 all'età di 90 anni a Barasso; tale comune diversi anni dopo intitolò alla sua memoria la sala del consiglio comunale.